# SN 2006tl
SN 2006tl – supernowa typu Ia odkryta 15 grudnia 2006 roku w galaktyce A010917-0040. Jej maksymalna jasność wynosiła 21,50m.